# 이세계 주점 노부
《이세계 주점 노부》(일본어: 異世界居酒屋「のぶ」 いせかいいざかや のぶ[*])는 세미카와 나츠야가 쓴 일본의 라이트 노벨이다. 일러스트는 쿠루리(転)가 담당하고 있다.

## 개요
소설 투고 사이트 "소설가가 되자"에서 2012년 10월부터 연재가 시작되어, 타카라지마샤에서 2014년 9월부터 간행되고 있다. 또, 2016년 8월부터 가필 수정을 거쳐, 신규 에피소드가 추가된 문고판이 간행되고 있다. 제 2회 엘류시온 라이트 노벨 콘테스트 (되자콘 대상, 현 인터넷 소설 대상) 수상작이다. 2022년 6월 기준으로 시리즈 누계 부수 500만 부를 돌파했다.
만화화
버지니아 이등병에 의한 코미컬라이즈가 "영 에이스" (KADOKAWA)에서 2015년 8월호부터 연재중이다. 또, 일러스트 담당자・쿠루리(転)에 의해, 세미카와 나츠미 신작 만화 『이세계 주점 「노부」 시노부와 타이쇼의 고도 밥(しのぶと大将の古都ごはん)』이 2015년 10월부터 「이 만화가 대단해! WEB」에 게제되어, 2016년 4월부터 간행되고 있다. 또, 스핀 아웃으로, 『이세계 주점 「노부」 〜에파와 직원들 간식(エーファとまかないおやつ)〜』가 2017년 11월부터 『이세계 주점 「겐」』이 2018년 3월부터, 모두 이 만화가 대단해! WEB에서 연재중이다.
애니메이션화
2016년 11월에 애니메이션화 기획 진행중이라고 발표되었다. 2018년 4월부터 웹 애니메이션으로 방영, 같은 해 10월부터 BS11 및 J：COM 텔레비전에서 방송된다는 사실이 보도되었다. 또, 10월부터 TV 방송을 기념해 『「이세계 주점 노부」 오리지널 도시락』의 발매도 동시에 발표되었다.
웹 애니메이션판의 누계 시청 횟수는 2020년 1월 기준 2000만회 이상을 기록하고 있으며, TV 방송에서는 선행해 방송 개시된 BS11보다 먼저 키즈 스테이션에서 전회 방송 되었다.
TV 드라마화
2020년 5월부터 시나가와 히로시 감독, 오타니 료헤이 주연으로 WOWOW 프라임에서 10회 편성으로 방송 되었다.
2022년 5월부터 시즌 2가 방송 되었으며, 2023년 1월부터 시즌 3가 방송되고 있다.

## 줄거리
중세 유럽풍의 이세계에 있는 제국의 고도(古都) 아이테리아에서 영업하고 있는 주점 「노부」. 타이쇼로서 가게를 개업한 야자와 노부유키와, 어쩌다보니 그와 동행해 가게를 돕게 된 센케 시노부 두 사람이, 교토에 있는 샷타도오리로 불릴 정도로 쓸쓸한 상점가의 한 쪽에 오픈 했을 터인 가게. 그러나, 가게 정문이 이세계의 아이테리아와 연결되어버렸다. 그때부터 「노부」의 가게 안에서, 또는 가게 밖에서 다양한 사건이나 일들이 오늘도 일어난다.
어느 날, 징세청부인 게어노트가 사전 조사를 위해 「노부」에 들어왔다. 그때 마침 외출하고 있던 타이쇼를 대신해 접객을 한 시노부였지만, 실력이 필요한 요리는 낼 수 없었다. 자신의 밥으로 준비한 파스타를 삶기 시작한 시노부이지만, 게어노트가 그것을 주문한다. 어릴 적 먹었던 파스타가 그리움을 떠오르게 하자, 게어노트는 마음을 고쳐먹고 무리한 징세를 멈췄고, 이후 「노부」의 단골이 되었다. 후에 게어노트는 「노부」의 영업에 다양한 도움을 주게 되었다.
제국 친왕에게 시집갈 예정인 힐데가르드가 삼촌 요한 구스타프의 손에 이끌려 가게에 왔다. 제멋대로 자란 힐데가르드의 "냄새나지 않고, 맵지 않고, 시지 않고, 쓰지 않고, 딱딱하지 않고, 빵도 고구마도 죽도 달걀도 스튜도 아닌 맛있는 것"이라는 주문을 받고 「노부」는 앙카케유두부를 비롯한 코스요리로 대접하며 그녀를 만족시킬 수 있었다. 훗날 이때의 '앙카케유두부'가 왕도에서 화제가 되어, 「노부」의 평판을 높이는 계기가 되었다.
가게 앞을 지나가던 가난한 소녀 에파는 주방 수도꼭지를 보고, 깨끗한 물이 나오는 마법 도구로 착각하고, 그것을 훔치려고 가게로 몰래 들어온다. 그녀를 발견한 시노부는 사정을 듣고 에파를 설거지 담당으로 가게에 고용하기로 한다. 이렇게 해서 이세계에서 첫번째 「노부」의 종업원이 탄생했다. 에파는 그 후, 이나리 신사의 신의 심부름꾼을 쫓아, 한번 이쪽 세계로 흘러들어간 적이 있다.
단골 손님 중 한명인 위병대 중대장 베르트홀트는 트러블이 생겨 신혼인데도 마련된 거처에 입주할 수 없게 되었다. 자신이 없는 낮 시간에 아내의 거처로 「노부」에 아내 헤르미나를 고용해 달라고 부탁해, 2번째 종업원이 탄생하게 되었다.
이세계에서는 장어는 인기 있는 생선이 아니었다. 많이 잡히지만, 사가는 사람이 없어 쌌던 장어를 「노부」에서 카바야키로 만들어 제공했더니 이세계에서도 큰 인기를 끌게 되었다. 이를 계기로 서로 반목하던 3개의 수운 길드가 손을 잡고, 고도의 운영 측면에서도 힘을 모으게 되었다. 나중에는 여러 길드가 협력하여 신선한 문어를 북쪽에서 수입하거나, 새로운 수로를 개발하기까지 한다.
이야기가 시작될 때는 타이쇼와 시노부 둘이서 꾸려나갔고, 「노부」의 영업은 밤에만 했었다. 후에 장어구이가 유행하기 시작하자, 손님의 혼잡을 억제하기 위해, 에파가 「노부」에서 일하게 되었고, 점심 시간대에도 영업하게 되었다. 그래도 정신이 없을 때엔, 헤르미나의 발안으로 점심시간에만 장어 도시락을 판매하게 되었다.
고도의 유력자인 바케스호프는 「노부」에서 제공하는 생맥주가 이세계에서는 불법으로 간주되는 라거임을 간파하고 이를 비난했다. 그러나, 게어노트를 비롯한 「노부」 단골 손님들이 가게를 위해 진력해, 바케스호프의 계획을 실패시킬 수 있었다. 훗날 북방 3영방과의 회의를 위해 고도로 온 선제도 「노부」에 와, 생맥주를 마시는데 그것이 금지된 라거와는 다르다고 인정하고, 라거에 관한 칙령을 취하했다.
또한, 선제는 이 때 「노부」에서의 대접을 참고하여, 북방 3영방과의 회의도 잘 성사시킬 수 있었다.
개점 전의 준비를 하고 있던 「노부」의 뒷문으로 「유키츠나」의 조리장이 방문했다. 나온 음식을 한 입 먹은 조리장은, 타이쇼에게 "좋은 망설임이 있다"고 말했다. 게다가, 자신의 맛을 찾아 흔들리고 있는 노부유키에게 "수파리(守破離)"라는 말을 알려주고, 조리장은 돌아갔다. 자신의 고민 방향이 틀리지 않았음을 확신한 타이쇼는 고도의 손님들이 더욱 수용할 수 있도록 자신의 맛을 추구하기로 결심한다.
고도의 귀족 브란타노 남작이 음식의 음유시인 크로빈켈을 데리고 「노부」에 왔다. 앙카케유두부가 힐데가르드의 망상이 아닌 실재하는 요리였음에 충격을 받은 크로빈켈이지만, 그 역시 타이쇼의 요리에 대한 망설임을 간파했다. 가장 자신 있는 요리라는 크로빈켈의 주문에 타이쇼는 요리사의 기량이 잘 드러난다는 육수 계란말이를 내놓았다. 그리고 크로빈켈은 그것을 먹고는 마법이라고 극찬하였다.
「노부」의 단골손님으로 개점 전부터 가게에 틀어박히게 된 아르누는 사실, 고도를 영지로 하는 사크누센부르크 후작가의 차기 당주였다. 단조로운 영주의 일을 내던지고 음유시인이 되려 했지만, 크로빈켈로부터 재능이 없는데다 할 일을 외면하고 있다는 지적을 받았다. 타이쇼가 「노부」에서 쓰는 육수를 손님들에게 낼 수 있게 되기까지 14년이 걸렸다는 소식을 듣고 자신의 한심한 모습을 깨닫고 가독을 잇기로 결심했다.
이 무렵부터, 단골손님들이 개점 전부터 내점하고, 어쩌다보니 낮부터 문을 열게 되었다. 단골 중 한명이자 위병이었던 한스는 자신의 경험을 통해 요리사가 되기로 결심하고, 타이쇼에게 제자로 인정받는다. 이렇게 일손에 여유가 생긴 「노부」에는, 「주문 도시락」도 판매하게 되었다.
술에 관해서는, 부적을 둘러싼 기묘한 인연으로부터 4번째 종업원이 된 리온틴의 발안으로, 위스키나 하이볼도 취급하게 되었다.

## 세계관
이야기의 이세계는 중세 유럽과 유사한 지리적으로, 제국 (루오)은 독일, 동왕국 (오일리아)는 프랑스, 성왕도 (루프시아)는 이탈리아, 연합왕국 (케르티아)는 영국으로 한 대륙을 무대로 하고 있어, 제국 북부 내륙지에 위치한 고도 「아이테리아」의 변두리 마부여관 거리에 「노부」가 존재한다. 또한, 달은 큰 「수달(雄月)」과 작은 「암달(雌月)」의 「쌍달(双月)」이 존재한다. 이외에도 제국의 서쪽에 대공국 (폴란드)가 존재하는 것 외에, 애니메이션판에서는 제국 서부에 「수도원령(修道院領)」도 존재한다. 문맹률은 그다지 높지 않고, 시골 등의 변경에 가까워질수록, 문자를 이해하지 못하는 사람이 있을 정도이다. 대개는 고도 등의 도시 지역 교회나 교육 시설이 읽고 쓰는 것을 가르치고 있다.
아이테리아는 제국 직할령이기 때문에, 귀족이 아닌 길드마스터나 유권자 등에 의한 「시참사회(市参事会)」에 의해 거리가 운영되고 있다. 또, 일지기 베르프라우강을 이용한 바다와의 수상 교역로가 존재하고 있었지만, 북방 3영방 (덴마크)과의 내정 문제로 하천의 치안이 악화되어, 유통이 곤란해진 것과 수송에 시간이 걸리면서 신선도의 문제도 있어, 오랫동안 해산물의 유통이 끊겼다. 후에 선제 콘라트와 북방 3영방과의 회의에 의해 북방 분단의 위기는 회피되었고, 하천의 치안도 진정된 것도 있어, 롬바우트와 제휴를 맺은 시참사회에 의해 수상 교역로 부활 계획이 실시되었다. 이야기 시작 시기의 주요 특산품은 마령서(馬鈴薯, 감자)와 돼지고기, 그리고 보르강가를 비롯한 민물고기 정도로, 장어는 대량으로 서식하고 있었지만, 조리법이 허술하여 인기가 없었지만, 「노부」가 조리법을 전파하면서 장어의 가치가 한번에 바뀌어, 후에 고도의 명산품이 되었다.
매년 봄에는 대시앙이 개최되며, 「노부」가 개점하기 전까지는 북방 3영방과의 문제도 있어, 그다지 붐빌 정도는 아니었지만, 북방 3영방과의 내정 문제의 수습과 더불어, 「노부」에서의 아르누의 사크누센부르크 후작 즉위 전 오히로메식에서 선제 폐하를 비롯한 주변국 귀족과 왕족, 상인 등도 방문하여, 전례가 없을 정도의 대 성황을 맞이해, 게다가 다음 해에도 수상 고역로 부활 계획이 선언된 것도 있어, 대성황을 이뤘다. 특히 「노부」의 존재는 주변 여러 나라에서도 유명해져, 임시 숙박시설로 성벽 밖에 천막을 칠 정도로, 「노부」를 방문하는 콘라트 5세를 포함한 왕족이나 귀족에 이르러서는, 가장하는 기분으로 서민으로 변장해, 공무에서의 무거운 짐을 벗어나, 소란을 피우는 분위기를 보인다.
언어는 대륙 전역에 걸쳐 일본어 공통 언어이지만, 문자는 두 세계가 같지 않다. 시노부는 고도 생활을 계속 하다보니, 어느 정도 이해하고, 나중에 오늘의 정식 등의 벽보는 직접 쓸 수 있게 되었다. 화폐는 금화와 은화 두 종류의 동전으로, 나라마다 발행하는 동전의 종류는 다르지만 화폐 가치는 같다. 은화는 수액형(泪滴型)이나 유공형(有孔型) 등 여러 종류가 있고, 시노부는 「노부」에서의 매상을 현실 세계의 고물상에서 교환함으로서 현금화하고 있다.

## 노부의 점포
교토의 어느 샷타도오리(シャッター通り) 상점가 구석에 있는 가게로, 임대이고 1층은 점포, 2층은 타이쇼의 거주 공간이 있다. 집주인은 근처에 산다지만 교류는 없다. 타이쇼와 시노부는 평소 뒷문으로 출입한다. 샷타도오리에 있는 정문으로 들어는 갈 수 있지만, 거기서 다시 밖으로 나가면 아이테리아의 풍경이 펼쳐진다. 기본적으로 종업원 이외의 이쪽 세계의 인간은 왠지 뒷문으로는 가게에 들어 갈 수 없다. 정문으로 들어간 손님은 없기 때문에, 그 때에 무슨 일이 일어날 지는 알 수 없다.
이세계 쪽에서는, 가게는 고도 아이테리아의 외곽 마부여관 거리(<馬丁宿>通り)에 있고, 외장은 샷타도오리에 있는 점포 그대로로 목조, 회반죽으로 칠한 벽이 보인다. 입구는 미닫이 문으로, 포렴을 걸어놓았고, 간판에는 처음엔 「주점 노부(居酒屋のぶ)」라고 일본어로만 쓰여있었으나, 나중에 일본어와 이세계 언어 두개 국어로 고쳤다. 주위의 집이 석조여서, 이채를 띄고, 무언가 붕 떠보이는 듯 하여, 처음 찾는 손님이라도 마부여관 거리(<馬丁宿>通り)를 향해 오면 망설이는 묘사가 없다.
에파를 비롯한 종업원이나 손님 등 이세계 사람들은 정문으로만 드나든다. 종업원들에게는 뒷문으로 접근하지 말라고 타이쇼가 이야기를 했다. 이세계 인간인 에파는 한번, 뒷문을 통해 이쪽 세계로 나가버렸지만, 이나리 신사의 신의 심부름꾼이 그것을 비정상적인 사건이라고 말하고 있어, 통상적으로는 뒷문을 통해 나올 수 없게 되어 있는 것으로 생각된다.

## 등장인물
※출연자는 애니메이션판 / TV드라마판 순서이다.

### 주점 「노부」
야자와 노부유키 / 노부
성우 - 스기타 토모카즈 / 배우 - 오타니 료헤이
주점 「노부」의 점주 겸 요리사. 이세계의 사람들로부터는 "노부 타이쇼"라고 불리고 있다. 나이는 30대 초중반.
원래는 교토의 노포 요정「유키츠나」에서 일하는 이타마에(板前)로, 완카타였다 (작중에서는 장어를 에도마에풍의 방식으로 손질했지만), 요정의 경영이 기울어지면서 보다 독립적으로 가게를 갖고 싶다고 생각했기 때문에, 가게를 스스로 그만두고 교토의 한쪽에서 「노부」를 개점했다.
고등학교 졸업 후, 「유키츠나」에 수행하러 들어온 후부터 요리만한 탓인지, 차분한 장인 기질로, 요리 솜씨를 연마하거나 요리를 창작하는 것에 여념이 없고, 지기 싫어하는 성격이다.
한편으로, 식재료를 대량으로 구입하거나, 문단속을 게을리해 시노부에게 꾸중을 듣는 등, 한쪽으로 빠진 모습도 있다.
좋아하는 음식에 대한 묘사는 없지만, 「두껍게 썰은 베이컨」을 종종 술안주로 하고 있는 것으로 알려졌다. 또, 어쩔 수 없는 벽에 부딪혔을 때는 식탐을 부리는 나쁜 버릇도 있다 (본인 왈 "정신위생관리법(精神衛生管理法)").
평소 주점 「노부」의 2층에서 자고 일어나며, 녹화 해둔 형사 드라마를 보는 것이 취미이다.
센케 시노부 / 시노부
声 - 미모리 스즈코 / 演 - 타케다 레나
「노부」의 서빙 담당 겸 얼굴마담. 나이는 20대 전후.
원래는 요정 「유키츠나」를 경영하는 집안의 딸이었지만, 가게 재건을 위해 은행의 부행장 아들과 결혼을 강요당할 것 같아 가출했다가, 먼저 「유키츠나」를 그만둔 노부유키와 마주쳐 함께 「노부」를 개점했다.
원래부터 「요정의 여주인」이 되도록 교육을 받기도 했고, 세심한 배려도 있어, 「노부」의 단골 손님들에게 큰 인기를 끌고 있다. 한편, 거북한 손님에게는 의연한 태도로 대하거나, 요리나 술에 손을 대지 않는 사람에게는 냉담한 태도를 보이기도 한다.
어릴 대부터 매우 미각이 예민해, 조리장도 「선대에게 물려받았다」고 높이 평가했다. 노부유키는 "『유키츠나』에서는 『시노부 아가씨가 먹다 남긴 음식』"이라고 하는 것이 두려웠다"라고 말할 정도였다. 또한, 기억력과 추측성이 뛰어나, 단골손님들이 좋아하는 것을 모두 기억하고 있으며, 동왕국 사람 장의 변장을 여러 번 간파할 정도이다. 실은 시력이 약간 나빠, 늘 콘택트렌즈를 끼고 있고, 집에서 책을 읽거나 게임을 할 때는 안경을 쓴다.
좋아하는 음식은 보리멸 등의 흰살 생선의 텐푸라 외의 몇가지 묘사가 있지만, 때때로 서민적인 것이 그리워 질때가 있는 모양이다. 덧붙여 "최고의 조미료는 『배덕감(背徳感)』"이라고 칭하며, 한밤중에 컵 야키소바를 먹기도 한다. 반면, 마늘을 사용한 요리는 싫어하는 것은 아니지만, 입냄새를 걱정해서 그런지 영업 중에는 먹는 것을 삼가고 있다. 어느 정도 요리를 할 수 있는 것 같고, 직원용 식사를 직접 만들거나, 게어노트는 파스타가 적당하게 알덴테로 익었다고 평가하고 있다.
한스
성우 - 아베 아츠시 / 배우 - 코바야시 유타카
등장 당시에는 고도의 청년 위병.
동료 니콜라우스의 권유로 「노부」를 방문했고, 거기서 나온 「토리아에즈나마」와 오뎅 (오딩전골)에 감격해, 그 후에는 단골손님이 된다.
후에 위병을 그만두고 「노부」에서 요리 수행을 시작했다. 장래에 노렌와케로 자신의 가게를 내는 것을 목표로 하고 있지만, 후에 노부유키와 시노부가 이세계 사람이라는 것을 알게 되고, 「노부」의 맛을 재현하기 위해서 불가결한 미소와 간장을 어떻게든 (한스 시선에서 본) 이세계 (= 일본)에 의지하지 않고 확보할 것인가를 고민하고 있었다. 후에 연합왕국에서 간장을 만들던 요다로부터 간장과 된장의 원료인 대두를 구입할 수 있게 되었다. 노부유키로부터 「노부」의 신메뉴라고 하는 과제를 받았을 때에는, 펠메니 (말하자면 생 교자)에 마늘을 증량해 쪄서 구운 「한스류 펠메니」를 발명했다. 단골손님으로부터는 「한스」「한스의 그거」로 이름 지어져, 요리사로서 한발 성장했다.
처음 가게에 왔을 때, 시노부에게 첫눈에 반해 요리 수행을 시작하고도 마음을 전하지 못하고 있지만, 최근에는 폐점 후 요리 연구 때, 동료인 리온틴 앞에서 다양한 요리 시제품을 하는 것도 기대된다고 한다.
좋아하는 음식으로 묘사된 것은 「토란」이다.
에파
성우 - 쿠노 미사키 / 배우 - 신타니 유즈미
「노부」의 점원 중 한 사람. 솔직하고 마음씨 착한 소녀. 남동생으로 아도르프 (성우 아라이 사토미), 여동생으로 앙겔리카 (声:킨교 와카나)가 있다. 그 밖에도 3남 에그몬트를 비롯한 3명의 「오빠」가 있다.
원래는 가난한 신분으로, 우연히 본 「노부」의 수도의 수도꼭지를 "이것만 있으면 (깨끗하고 마실수 있는) 물을 얼마든지 구할 수 있어"라고 생각하고 훔치려다 들키지만 , 순순히 자백하고 사과하자, 처벌받는 것을 불쌍히 여긴 시노부의 주선으로 도둑질을 봐주는 대신, 「노부」에서 설거지 담당으로 일하게 되었다.
작은 동물 같은 귀여움때문에 가게의 마스코트같은 존재가 되었지만, 버릇 없는 손님을 꾸짖는 배짱도 있다. 동생들을 생각하는 마음이 크며, 노부유키나 시노부에게 동생들의 몫까지의 음식을 만들어주고 있다. 딱 한번, 주점의 카미다나의 공양물인 유부를 가져간 흰 여우를 쫒아 일본으로 흘러들어간 적이 있다.
처음에는 설거지 담당이었으나, 가게가 바쁜 시기에는 서빙도 하게 되고, 특히 나베 요리가 주문될 때는「명 부교」라 부르게 되었다. 또, 에트빈에게 읽기, 쓰기, 계산을 배워 익히고 나서는, 노부유키가 가끔 저지르는 재료 과다 구입을, 시노부와 함께 꾸짖기도 한다. 또, 「노부」를 찾는 상인과 귀족을 비롯한 다양한 손님들을 접하면서 세상 물정을 잘 알게 되었고, 「노부」의 직원 식사를 먹다보니 입맛이 날카로워지고 있다. 그리고, 「후타츠키소바(双月そば)」을 고안해, 행운물로 인기가 생긴 것이 계기가 되어, 메뉴를 고안하는 즐거움을 느끼고 있다.
좋아하는 음식은「오무라이스」. 그 외로는 달걀을 전반적으로 좋아하는 듯하며, 삶은 달걀, 쿠시카츠의 메추리알・오뎅의 달걀・조림으로 만들어진 온천 달걀 등을 맛있게 먹는 장면이 묘사되어 있다.
헤르미나
성우 - 우치다 마아야 / 배우 - 홋타 아카네
베르트홀트의 친척에 해당하는 아름다운 여성. 베르트홀트와 맞선 했을 당시 16살.
아버지가 오징어 어부이고, 오징어를 싫어하는 베르트홀트와의 맞선이 위태로웠지만, 「노부」의 도움으로 베르트홀트가 오징어 혐오를 극복했기 때문에, 무사히 부부가 될 수 있었다.
그러나, 신혼집이 동왕국 기담습유사 장 때문에 예정대로 입주하지 못하고, 베르트홀트가 일하는 낮에만 「노부」에서 한시적으로 맡아, 서빙 담당으로 일하게 되었다. 후에 임신하여, 아들 요한나와 딸 에밀 쌍둥이를 출산하였다. 현재, 육아 휴직 중.
덧없는 외모와 달리, 어부의 딸인만큼, 완력과 악력은 꽤 있다 (니콜라우스와 한스는 그녀를 화나게 하지 않겠다고 맹세했다). 또, 「노부」에 문어가 들어왔을 때도, 항아리에서 나와버린 문어를 보고 게어노트를 시작해 「노부」 단골들이 놀라 뛰는 가운데, 전혀 개의치 않는 듯 문어를 잡아 보였다.
좋아하는 음식은 「오징어 반건조」 및 「히츠마부시」. 히츠마부시는 "매일 먹어도 안질린다"고 한다.
리온틴 듀 루브
성우 - 코마츠 미카코 / 배우 - 사기리 세이나
동왕국 출신의 기사 신분의 여자 용병. 「노부」 첫 방문 시점에서 26살.가문에 대대로 전해 내려오는 오징어 장식이 들어간 투구를 쓰고 싸운다.
과거 전쟁터에서 베르트홀트와 만나, 그의 강함을 본 이후, 마음을 갖게 되었다. 그를 찾아 고도로 찾아와 만나게 되었지만, 이미 헤르미나와 결혼했다는 사실을 알고 눈물을 흘리며 동왕국으로 돌아갔다.
후에 추기경의 호위 임무로 대시장이 열리는 고도에 방문하여, 임신을 해 쉬는 중인 헤르미나를 대신, 「노부」의 서빙 담당으로 일하게 되었다. 그녀의 출산 후에도 아이가 젖을 떼기까지 기간을 연장해 일하기로 하고, 일본주 종목마다 맞는 안주를 생각하고나, 한스에게 자작 요리 소감을 밝히는 등, 직원으로 활약하게 된다. 나중에 노부유키와 시노부가 이세계인이라는 것을 알게 되었다.
좋아하는 음식은「[[술] 모든 종류」. 폐점 후에 일본주를 중심으로 하여 다양한 술을 시음이라 칭하며 마시고 있다. 「취아지 않는다・흐트러지지 않는다・무너지지 않는다」의 3박자를 갖춘 술애호가. 그리고 「노부」에서 위스키를 마시고, 그녀의 권유로 「노부」에서도 위스키나 하이볼을 팔게 된다.

### 단골 손님
니콜라우스
성우 - 모리쿠보 쇼타로 / 배우 - 시라스 진
고도의 위병 중 한 사람. 한스의 1살 연상 동료.
호탕한 성격으로, 「노부」를 찾아 마음에 들자, 한스를 꼬셔 함께 단골이 된다. 한스가 시노부를 첫눈에 반했다는 것을 처음 방문했을 때부터 깨닫고, 여러모로 장난을 치고 있다.
수운 길드 ＜하르피아의 뱃노래＞의 엘레오노라에게는 그녀의 호적상이 아닌 친아버지의 모습을 턱수염 등에서 떠올리게 했으며, 처음에는 길드마스터로서의 입장이나, 숨기고 있는 안쪽 손길로부터 「여자를 속이는 남자」로 생각해 거북하게 여겼지만, 「노부」의 꽁치 요리 때 꾸미지 않고 맛있게 먹는 법을 취한 김에 가르쳐주어, 은근히 신경쓰이는 이성으로 여겨지게 된다.
후에, 위병을 제대하고, 수운 길드＜하르피아의 뱃노래＞에 들어가, 엘레오노라의 비서와 같은 일을 맡는다. 원래 사정에 능통한 사람이다. 무심코 뭐든지 해내는 타입이다.
베르트홀트의 영향으로 닭고기를 사용하는 요리를 좋아하는 듯 하며, 항상 시키는 일품 요리로는 「치킨난반」이 있다. 카라아게는 간장파이다. 반대로 생선회 등 생 육류는 「배탈나」라며 먹지 않으려고 하지만, 「가다랑어 타타키」와 같이 익힌 것은 먹을 수 있다.
베르트홀트
성우 - 코니시 카츠유키 / 배우 - 아베 신노스케
고도를 지키는 위병대의 중대장. 한스와 니콜라우스의 상관. 헤르미나와 맞선을 볼 때, 32살.
예전에는 <오니(鬼)>라고 불릴 만큼 대단한 용병으로 이름을 날렸다.
닭고기 요리를 좋아하며, 한스에게 이끌려 방문한 「노부」에서 카라아게를 먹은 후, 단골이 되었다.
한편, 오징어를 싫어했는데 (맛의 문제가 아니라, 증조할아버지에게 들은 오징어에 관한 무서운 옛날 이야기를 들은 후부터 트라우마가 되었었다), 「노부」에서 오징어의 실태를 알게 된 것으로 그것을 극복했다. 헤르미나와의 맞선이 성공하여 부부가 되었다. 그런데, 이세계산 오징어의 종류로는 노부에서 보여준 오징어보다 훨씬 큰 대왕오징어 (크라켄) 크기의 것이 존재하고, 이를 결혼 축하 차 장인이 보내주었다.
좋아하는 음식은 「빙어 카라아게」와 「치킨난반」. 참고로 양념은 소금파. 오징어 싫어하는 것을 극복하고 나서는, 그쪽도 좋아하게 되었다. 또한, 용병 시절 동왕국 연안부에 있을 때 먹은 굴을 좋아하며, 「노부」가 굴을 매입한 날에는 생굴이나 굴튀김도 즐겨 주문한다. 코믹스판에서는 산악부 출신으로, 호박을 고향의 맛으로 먹으며, 헤르미나 고향의 맛인 오징어를 조합한 「호박과 오징어 조림」을 좋아하고 있다.
게어노트
성우 - 츠다 켄지로, 키시모토 아야카 (소년 시절)/ 배우 - 나미오카 카즈키
편안경을 쓴 관리인 징세청부인.
의뢰받은 금액의 갑절 이상의 세금을 징수할 수 있을 정도로, 일 솜씨가 매우 높아서 사람들로부터 원망을 받고 있으며, 본가에는 귀족의 가신이 되어 있다고 말했다.
「노부」를 다음 표적으로 노리지만, 시노부가 만든 나폴리탄에 의해 초심을 떠올리고 감동해, 가게를 나왔다. 이 후, 일을 그만두고 고향으로 돌아갈까 생각하다가, 그만 두지 않고 일을 계속 하고 있으며, 「노부」의 단골이 되었다. 바케스호프 소동 당시에는 어디까지나 공평하게 조사하는 것처럼 위장하여, 바케스호트의 밀수 루트를 독자적으로 조사하여 실각 시키는 등, 「노부」를 비호하는 활약을 보이고, 나중에 선제나 구스타프 등의 왕실이 방문하고 있다는 사실도 알게 되어, 「노부」를 한 눈에 두게 된다. 에파가 내민 (선제로부터 받은) 손수건을 보고 "에파님은 선제 폐하의 딸이고, 타이쇼와 프로이라인 (시노부)는 그녀의 호위"라고 착각하고, 그 비밀을 무덤까지 가져갈 것을 맹세했다. 아우구스트라는 연극 배우의 동생이 있으며, 나중에 고도에서 재회한다.
나폴리탄을 먹고 마음을 고쳐먹고난 후에는, 과도한 징세를 하는 것을 일절 멈추고, 바케스호프 소동으로 노부를 구했다는 이야기는 단골 손님들로부터 고도 안에 알려지게 되어, 고도의 사정을 모르는 노부 직원들에게 설명하거나, 경영에 어려움을 겪는 상인들에게 우회적으로 조언을 해주는 등, 성격이 둥글지만 징세청부인이라는 신념 아래 행동하고 있을 뿐, 감사를 받을 수 없다고 완강한 면도 보인다.
제국 남부의 성왕국과의 국경에 인접한 마을 출신이기 때문에, 성왕국의 요리도 먹으며, 파스타 요리를 좋아하고, 특히 좋아하는 것은 「나폴리탄」이다. 가루 치즈와 타바스코의 조합을 『신의 사랑(agapē)』라고 찬양하고, 그 집착이 너무 강해서 도망갈 것 같을 때도 접시를 가져갈 정도로에서 1년 넘게 질리지도 않고 매일 먹는 모습에서 「나폴리탄」이라는 괴질에 홀려 있다는 소문이 나면서, 「노부」에 와서 나폴리탄을 주문하지 않았을 때는 사건 취급이 될 정도였다. 또, 고향이 와인의 주 생산지이기도 하여, 「노부」에서는 주로 와인을 마시며, 에일이나 토리아에즈나마를 마시는 것은 손에 꼽을 정도이다.
어렸을 때, 나무 가지에서 내려오지 못하게 된 고양이를 구하다가 나무에서 떨어진 적이 있는데, 그 때 한쪽 눈을 다치고 나서부터 편안경을 쓰게 되었다.
이그나츠
성우 - 오노 유우키 / 배우 - 쿠사치 료노
아이젠슈미트 상회의 상인, 카미르의 형님 (여동생의 남편).
최근에는 카미르와 함께 요르스텐 보리나 쌀 (라이스)을 들여오고, 자신들의 재량으로 할 수 있게 되었다고 한다.
카미르의 배짱 시험을 위해 「노부」에서 날 생선을 먹을 것을 권하고, "다 먹으면 뭐든 한가지 소원을 들어주겠다"고 조건을 붙였다.
후에 여장을 하고 「노부」에 와, 다른 손님에게 들킬까하는 내기를 카미르와 했다.
내용 중, 성왕국으로부터 예정보다 과도한 양의 사사리카 쌀을 구입해버려서, 상회에 큰 영향을 미칠 수도 있는 사태에 빠졌지만, 게어노트와 아르누, 그리고 「노부」에 의해 대란을 피해, 후에 왕실이 「노부」에서 먹은 「미즈야키(水炊き)와 마무리 죽(〆のおじや)」의 영향으로 고도 주변 지역에서 사사리카 쌀이 불티나게 팔렸고, 결과적으로 사사리카 쌀도 주력 상품이 되었다.
카미르
성우 - 시마자키 노부나가 / 배우 - 타키자와 츠바사
아이젠슈미트 상회의 상인. 이그나츠의 매제 (아내의 오빠).
맛있는 것을 먹을 때는 묵묵히 먹는 듯 하다.
조심스럽지만, 동료 상인들로부터 겁쟁이로 여겨져 「겁쟁이 카미르」라고 불렸다. 배짱 시험으로 「노부」에서 「회」와 「카이센동」을 먹었다.
에트빈
성우 - 쵸 / 배우 - 타야마 료세이
성왕국에서 고도의 교회에 부임한 부제.
언뜻 보기에는 딱딱한 사람같지만, 실은 몰래 「노부」에 찾아가 술안주와 찬술을 시켜 마시는 호호할아버지. 술을 좋아하는 탓에 아직도 부제이지만, 성왕국에서는 개혁파 필두인 퓌르히테고트 추기경의 심복이라고 불릴 정도의 실력자로, 바케스호프 소동 때에는 베르트홀트 부부를 위해 교도성 최고위의 결혼 확인서를 마련했다.
성직자이지만 이른 시간부터 「노부」에 들어가는 파계승같지만, 세상 물정에 밝아서 「노부」에서 일어나는 각종 사건과, 다른 단골들의 상담을 해주는 경우도 많아, 원래부터 우수한 인물임을 알 수 있다. 본인은 "계급 (계층) 따위 신경쓰지 않는다"는 것.
좋아하는 음식은 「오징어 젓갈 (만화판에서는 슈토(酒盗), 애니메이션판에서는「슈토(酒盗)」와 「소금에 절인 고등어의 헤시코」와 「마마카리의 식초절임」의 「「노부」의 진미 3종 세트」)」과 「매오징어 오키즈케」. 언제나 먹는 메뉴로는 「시오카라와 찬술」. 코믹스판에서는 처음으로 밥을 먹고, 다른 반찬과 함께 먹음으로써 진가를 발휘한다는 것을 알게 되며, 이후에는 밥과의 조합을 생각하게 된다.
로렌츠
성우 - 쿠로다 타카야 / 배우 - 쇼지 토모하루 (시나가와 쇼지)
고도 시참사회 회원이자 유리 장인 마이스터. 휴고와 한스의 아버지.
니콜라우스가 알려줘서 「노부」에 방문한 후, 부자 모두 단골이 된다. 홀거와는 소꿉친구 사이의 끊을 수 없는 인연으로, 그로부터는 <어설픈 유리 장인>이라고 불리며, 얼굴을 마주하는 순간부터 말다툼을 시작한다. 그렇지만 사이가 나쁜 것은 아니다 ("싸울 수록 사이가 좋다"의 전형). 애니메이션판에서는 「노부」의 맥주잔에 필적하는 투명한 맥주잔을 만들려고 시행착오를 거쳐, 꽃무니를 새길 정도의 맥주잔을 만들 수 있을 정도로 실력을 올렸다. 후에 토마스 등의 렌즈를 필요로하는 고객을 위해 성왕국에서 렌즈용 연마대를 구입, 후에 안경의 중요도를 인식한 롬바우트와의 안경 사업을 제휴하게 되고, 고품질의 렌즈를 안정적으로 공급시키기 위해 새로 고용한 장인들을 지도하고 있다.
좋아하는 음식은 바로 「맥주」. 낮 시간에 정신 차리는 용으로 마시는 편으로, 그럴 때마다 휴고에게 주의를 받고 있다.
홀거
성우 - 코야마 츠요시 / 배우 - 미야케 카츠유키
고도 시참사회 회원이자 대장장이 길드 마이스터.
로렌츠와는 소꿉친구 사이의 끊을 수 없는 인연으로, 그로부터는 「울보」라고 불리고 있다. 「노부」의 일본식 칼 단조와 절삭력에 관심을 갖고, 가게를 방문해 일본식 칼을 보며 연구를 하고 있다. 「네 날개의 사자(四翼の獅子)」정에 식칼을 비롯한 조리도구를 도매하고 있다.
좋아하는 음식은 「참치회」를 비롯한 회 종류이며, 노부유키가 야나기바(柳刃) 식칼로 회를 매끄럽게 자르는 것을 보는 것도 좋아한다. 고로케도 좋아하고, 소스파.
라인홀트
성우 - 호시노 타카노리 / 배우 - 오고에 유우키
수운 길드 <금류의 작은 배>의 청년 마스터. 고도 시참사회 회원이자, 3대 수운 길드 마스터 중 한 사람.
<금류의 작은 배>는 고도에서 가장 오래 된 수운 길드로, 격식이 있었으나, 선대인 아버지 세바스티안이 급사하면서 갑자기 뒤를 잇게 되었다. 그러나, 아직 어린 나이인데다가 경험이 부족해, 차례차례 유능한 인재들이 다른 곳으로 스카우트되는 바람에 길드가 기울어지고 있다.
돌아가신 어머니는 동왕국 왕부 귀족 출신으로, 길드마스터의 수업을 받기 위해 왕부에 견습으로 나가 있던 아버지와 사랑에 빠져 주위의 반대를 무릅쓰고 뛰쳐나와, 고도에 오게 되었고, 생김새도 어머니처럼 동왕국 사람 같다.
부하가 마음대로 고드하르트 구역에서 일을 해 버렸기 때문에, 고드하르트와 실랑이를 벌이게 되고, 로렌츠의 소개로 엘레오노라를 포함한 셋이서 「노부」에서 회의를 하게 된다. 부득이 고도에서는 잡어 취급을 받는 장어를 잡을 수 있는 운하 어업권으로 끝을 내려고 해도, 고드하르트가 합의하지 않아, 회의가 평행선을 이루었으나, 거기서 나온 장어 카바야키로 장어의 맛을 알게 되자, 고드하르트가 어업권을 받는 것으로 합의에 이르자, 문제가 해결되었다.
그 후, 문어도 들여와, 회, 카라아게, 타코와사비에 의해 맛을 고드하르트에게 인정 받게 되고, 게다가 장사 이야기도 성립되었다.
수상교역로 부활 계획 때, 고도령 하류에 조선소를 건축해 조선업도 개업하고, 얕은 여울에서도 항해할 수 있는 평저선의 조선에 착수해, 후에 아르누의 약탈혼으로 「노부」가 연회용으로 수주한 실물 크기의 후나모리(舟盛り)로 선전해, 덕분에 약탈혼 때 실물을 본 각 상회로부터의 수주가 호평으로, 길드의 자산이 윤택해지자, 오랫동안 고드하르트에게 양도했던 어장을 되 사들였다.
대성벽 재건축 공사 때 탄산천을 파, 「노부」에서 하이볼을 마시고, 술이 약한 사람이나 여성을 위한 탄산이 들어간 주정, 그리고 여성도 부담없이 내점할 수 있는 술집을 생각하게 된다.
좋아하는 음식은「우나쥬」.
고드하르트
성우 - 오키아유 료타로 / 배우 - 와타베 류헤이
수운 길드 <수룡의 비늘>의 강한 얼굴을 가진 남자 마스터. 고도 참사회 회원이자 3대 수운 길드 마스터 중 한 사람
<수룡의 비늘>은 고도에서 가장 큰 규모를 자랑하고 있다. 라인홀트와 한바탕 싸우기도 하지만, 해결한 뒤 점차 두각을 나타내는 라인홀트를 인정해 나간다. 강인한 외모와는 어울리지 않게 학문이 있고, 시를 즐기는 문인으로서의 일면도 있다. 문어 유통에서 라인홀트와 협업해 가는 동안, 귀족령에서의 운하 통행세나 치안 등의 문제를 심각하게 받아들여, 수상 교역로 개선 등에 적극적으로 임하게 된다.
장어에 매력에 홀린 뒤로는 좋아하는 음식으로 장어를 꼽았지만, 문어의 맛에도 감동하여 그것도 좋아하게 되었다.
엘레오노라
성우 - 우에다 카나 / 배우 - 야기 아리사
수운 길드 <하르피아의 뱃노래>의 요염한 여성 마스터. 고도 참사회 회원이자 3대 수운 길드 마스터 중 한 사람.
<하르피아의 뱃노래>는 규모는 <수룡의 비늘>만큼은 아니지만, 가장 많은 돈과 권한을 가지고 있다. 어머니는 자신과 같은 요염한 미모를 가지고 있으며, 그것을 사용하여 <금류의 작은 배>의 유능한 인재를 빼돌린 과거를 갖고 있다. 엘레오노라 자신은 어머니와 달리 지극히 늦깎이이며, 미모로 일이나 인재를 끓어들이는 것은 <하르피아의 뱃노래>의 길드마스터의 여성 전통 행위이기 때문에 그렇지만, 사실 남자와 손을 잡은 것조차 손에 꼽을 정도이다.
「노부」에서 자주 마주치던 니콜라우스에게는, 여성에게 상냥한 분위기로부터 자신의 속셈을 간파당할 것 같은 위기감에 조금 거북하다 생각했었지만, 꽁치 요리를 먹었을 때, 아깝다면서 술기운에 말을 꺼내 꽁치밥을 만들자는 제안을 받았을 때, 마음을 터놓고 다시 만나고 싶어져, 후에 니콜라우스를 길드로 스카우트하여 직속 비서로 발탁했다.
좋아하는 음식은 「찬 술」과 그에 어울리는 것. 「노부」에서는 생선 요리를 자주 주문하고, 니콜라우스를 길드에 고용한 뒤, 니콜라우스와 동반할 때는 대개 「둘이서 같이 먹을 수 있는 음식」을 주문한다.
잉그리드
배우 - 미즈노 미키
이때까지 브란타노의 영지 내 숲에서 살다가, 개간함에 따라 고도로 이사온 40대의 여성 약사. 스스로를 「마녀」라고 부르며, 제자인 소녀 카밀라와 함께 살고 있다.
평소에는 후드를 쓰고 있으며, 은발의 외형은 30대 정도의 미녀이다. 술과 단 것을 매우 좋아하며, 어느 날 술에 취해 「노부」에 방문하여, 술과 여러 요리가 맘에 들어 단골이 되었고, 때때로 노부유키의 부탁으로 제철 산나물을 캐다가 「노부」에 팔고 있다. 원래는 성왕국 출신으로, 학승원 시절에는 에트빈의 후배로 우수한 재능을 가져 장래를 기대받았으나, 동기였던 로드리고의 불미스러운 일을 감싸기 위해 자기가 책임을 지고 학승원을 떠난 과거가 있다. 후에 「노부」에서 에트빈과 로드리고를 다시 만나, 가끔 함께 술을 마시며 옛 이야기를 하기도 한다.
「노부」의 단골이 되고 나서는 약국 준비를 카밀라에게 맡기고, 고도에서 술을 마시고 돌아다니는 것 같고, 「노부」에는 개점 전에 방문하기도 한다.
좋아하는 음식은 「술」과 「푸딩」외 단 것 모두. 나중에 「베니텐 (베니쇼가의 튀김)」도 토리아에즈나마에 아주 잘 어울리자 마음에 들게 되었다. 반대로 싫어하는 것은 익히지 않은 육류 모두이고, 「배탈난다」라는 이유로 카밀라에게도 먹는 것을 금지하고 있었지만, 후에 에트빈의 입에서 그저 먹어보지도 않고 싫어하는 것이라고 판명되, 「노부」라면 괜찮을 것이라고 생각하고 「노부」에서만 먹는 것을 허락하고, 후에는 가다랑어 타타키 정도는 먹을 수 있게 되었다.
카밀라
배우 - 미하라 우이
잉그리드의 제자로, 에파와 같은 나이의 소녀. 어린 시절 부모에게 버림받았고, 잉그리드에게 주워지는 형태로 제자가 되었다.
잉그리드 가게 준비를 마친 뒤, 대낮부터 술을 마시고 다니는 그녀를 찾아 다니는 일이 잦아, 필연적으로 「노부」에도 자주 오게 되었다. 같은 나이의 에파와는 마음이 통하는 모습이다.
좋아하는 음식은 「구운 오니기리」지만, 「회」도 좋아한다.
아르누 스네펠스
배우 - 아사카 코다이
고도 인근에 영지를 둔 귀족 출신으로, 친가 후계 수업을 팽개치고, 고도를 누비는 놀자판 아들. 과거 고도에서 신하 이삭과 함께 부랑배들을 따르게 하고,「취안(酔眼)의 아르누」의 별명을 갖고 있다.
귀족 후계를 내팽개치고 음유시인이 되기를 바라는 것 같지만, 시의 완성도는 그리 좋지 않다. 유명한 음유시인 크로빈켈을 존경하고 있다.
「노부」의 단골이 되고 나서 부터, 개점 전부터 「노부」에 들어와, 잉그리드와 담소를 나누는 일이 많다.
후에 아버지의 뒤를 이어, 사크누센부르크 후작 『아르누 15세(世)』가 된다. 영토의 재정 문제를 개선하기 위해, 명상품인 마령저(감자)를 이용한 요리를 모색하고, 안주로도 안성맞춤인 「중독성 있는 마령저」를 고안하게 되었다.
좋아하는 음식은 「텐푸라」. 중독성 있는 마령저를 고안하고 나서는 이쪽도 자주 주문하게 되었다.
프랑크
성우 - 코부시 노부유키 / 배우 - 코스기 류이치
고도에서 정육점을 하고 있는 육류 상인. 자기 중심으로한 이야기는 없지만, 사슴고기 멘치카츠의 사슴고기나, 부르스트 (소세지) 등을 타이쇼나 시노부에게 제공하기도 한다. 또 기본안주에 관해서 일가견을 갖고 있다.
드라마판에서는 아내 (배우 - 모리 모모코)도 등장해, 가끔 둘이서 「노부」를 방문하는 것 외에 공처가이기도 하며, 아내의 지시로 「노부」 도시락을 사러 가게 된다.
헨리에타
고도에서 부모에게 버림 받았고, 게어노트에게 보호를 받게 된 소녀. 에파보다는 어리지만, 북방 출신임을 연상하게 되는 단정한 외모를 지녔고, 귀엽다기보다는 예쁘고 요염하다는 말이 어울린다. 유바찬(狼歯)을 가지고 있고, 유바찬이 「늑대 새끼」라는 미신을 믿는 지방 출신으로, 그래서 부모에게 버림받았을 것이라고 추측한 게어노트는 처지가 가엾다고 생각하고, 법적 절차를 밟아 보호자가 되어, 여자끼리인 것과 장래 약사로서 살아갈 수 있도록 잉그리드에게 맡겼다.
이후에도 잉그리드에게 매달 생활비를 주고 헨리에타를 위해, 의류를 비롯한 생활용품을 준비하는 등, 아버지나 다름 없이 행동했고, 그녀도 게어노트를 친아버지처럼 생각하며, 잉그리드, 카밀라와 함께 「노부」에 가, 게어노트와 함께 나폴리탄을 먹는 것이 습관이 되었다. 좋아하는 음식은 게어노트와 같은 나폴리탄으로, 다른 요리도 먹고 싶을 때에도 나폴리탄과의 조합을 노부유키에게 상담할 정도이다.

### 손님으로 가끔 「노부」를 찾는 사람들
브란타노
성우 - 스와베 준이치 / 배우 - 키노시타 호우카
고도 주변에 영지를 둔 남작 귀족. 귀족 내에서도 「점잔 빼는 브란타노」의 별명으로 불린다. 영유하고 있는 숲에서 잉그리드가 약초 등을 캐고 있는 것 외에도, 고도 주변의 농민들이 장작 줍기를 하기도 한다. 카를라라는 미인 아내가 있다. 카드 놀이를 취미 중 하나로 하고 있다. 특히 돼지고기를 좋아하고, 맛있는 돼지고기를 만들기 위해 본인 영지의 브란타노 숲에 돼지를 방목하고 있으며, 슈니첼 (이른바 카츠레츠 같은 것)을 좋아한다. 덧붙여서 아내 카를라는 「노부」에서 죽순 요리를 먹고 매우 마음에 들어 했다.
자타공인 미식가로, 힐데가르드의 결혼식 자리에서 앙카케 유두부의 이야기를 듣고 「노부」에 왔을 때, 시노부가 만든 샌드위치와 카츠산도를 먹고 감동하였고, 게다가 요리사로서의 마음가짐을 듣고 감명해, 이후로는 가끔 「노부」를 찾고 있다. 「노부」에서 다양한 음식을 먹다보면 『음식』에도 아직 가능성이 있다며, 바케스호프 소동 때에는 「노부」를 지키기 위해 제국 의회에서 라거 제한 철회를 건의하고, 후에 「노부」의 제안으로 영지 내에서 나가시소멘 축제를 개최하거나, 산나물이나 죽순 채집을 일반인에게도 허용하는 등, 도량이 큰 일면도 있다. 애니메이션판에서는 아무래도 안정적인 공급을 위해서라지만, 조악품인 에일이 나돌고 있는 것에 우려를 품고 있던 모양으로, 명예 회복을 위해 노부유키와 시노부에게 제대로 제조한 에일을 마시게 해, 맛있다고 인정하게 했다.
크로빈켈
요한 구스타프
힐데가르드
성우 - 난죠 요시노 / 배우 - 하야마 카나
바텐부르크 백작 요한 구스타프의 조카로, 등장 당시 12살. 금발로, 뒷머리를 빨간 리본으로 묶었다. 일찍 부모를 여의고, 요한 구스타프의 집에서 자랐다. 과보호를 받으며 자랐기 때문에, 이기적인 면이 강하며, 특히 식사에 관해서는 편식과 위가 약한 것도 있어 주변의 요리사를 곤란하게 한다.
후에 「선제」 콘라트 4세의 손자인 맥시밀리안에게 시집가, 제국 친왕비가 된다.
좋아하는 음식은 주점 노부에서 「냄새나지 않고, 맵지 않고, 시지 않고, 쓰지 않고, 딱딱하지 않고, 빵도, 감자도, 죽도, 달걀도, 스튜도 아닌 맛있는 것」이라 주문해서 나온 「앙카케 유두부」. 그 외 「노부」에서는 두부가 메인인 전골 요리를 맛있게 먹고 있는 모습이 종종 묘사된다.
맥시밀리안
「선제」 콘라트 4세
성우 - 타치키 후미히코 / 배우 - 오오와다 신야
현 제국 황제 콘라트 5세의 할아버지이자, 제국의 전 황제. 황제 시절에는 총명한 황제로서, 이웃 나라들로부터 두려움을 받았지만, 본인은 매우 온후한 인격자이다. 넘어져서 요리를 망친 에파를 탓하지 않고, 그녀의 몸을 염려하며 자신의 전용 손수건을 주었다 (그 선의 탓에 게어노트가 착각하게 만들었다).
만성적인 재정난을 겪고 있는 제국의 신명물로 만들기 위해 라거의 유통을 제한하는 칙령을 내렸었다. 칙령에 따라 「노부」가 소동 (통칭 "바케스호프 소동)"에 휘말린 뒤, 요한 구스타프와 함께 「노부」를 방문해, 생선 요리를 맛있게 맛보았다. 그때 나온 음식과 가게 안에서 일어난 일들을 참고하여, 후일 북방 3영방 회의에서 적대적이었던 북방 3영방 대표단들을 얌전하게 만들고, 귀순시키는 데에 성공했다. 또, 라거의 유통 금지를 제도에서 철회해, 「노부」에 대한 사례의 뜻을 담았다..
원래는 연안 지방 귀족 출신으로, 황실에 데릴사위가 되었으며, 좋아하는 음식은 생선 요리 전반이다. 특히, 구운 연어 껍질을 좋아한다.
장 프랑소와 몬트 드 라 비니
보에른
셀레스틴 드 오일리아
동왕국 왕녀. 첫 등장 당시 19세. 기담습유사를 비롯한 정보기관을 통괄하고, 아직 어린 동생이자 현 국왕 유그를 보좌하는 「왕녀 섭정궁」. 총명한 재주로 국내의 지지를 받고 있는 반면, 제국을 비롯한 여러 나라로부터 「독부(毒婦)」로 주시되고 있다. 또한, 재치있고 빠르게 처리하는 수완이 있는 만큼, 국내에도 반대 세력이 많아, 국내외를 막론하고 위서도 나돌고 있다. 장으로부터 여러번 「노부」의 보고를 듣고 흥미를 가져, 2번 정도 몰래 가게를 방문한 적이 있다. 그리고 그때마다 「노부」 요리에 매료되었다.
두번째 방문 때, 우연히 만난 제국의 현 황제 콘라트와 서로 좋아하게 되고, 나중에 정략결혼의 상대임을 알게 되면서 약혼을 받아들였다. 그러나, 누나를 생각하는 유그의 계책으로 동왕국 왕가의 절연을 선고받고, 그대로 동왕국의 속박 없이 제국의 황후로 시집갈 수 있었다.
그 후에는, 왕녀 섭정궁 시절의 지식과 경험을 살려, 제국의 첩보 기관인 「질석수집국(硝石収集局)」과 「도서료(図書寮)」를 통괄했고, 이따금 선제와 남편과 함께 「노부」에 가서 함께 식사를 하기도 한다. 나이 탓인지, 과자가 그리울 때도 있어, 시노부 특제 푸딩이나 케이크에 입맛을 다시기도 한다. 또, 시노부와 비슷한 나이여서 그런지, 과자 이야기만 나오면 진지하게 논의할 정도의 친구 사이가 되었다. 좋아하는 음식은 남편 콘라트 5세와 친해지는 계기가 된 쿠시카츠와 과자 전반, 특히 고향 동왕국의 명산품이기도 한 밤을 사용한 과자를 매우 좋아한다.
콘라트 5세
</ref>
토마스
배우 - 이노 히로키
고도의 사제. 젊으면서도 사제직에 있고, 수려한 외모로 여성 팬들도 많은 듯 하다. 교회 내에서는 에트빈보다 상급 직위이며, 때때로 역할을 벗어나 「노부」에서 마시는 에트빈을 나무라는 입장이지만, 어느새 감화되어 때때로 「노부」를 찾고 있다.
사제직 외에, 천문 관측에도 힘쓰고 있다.
좋아하는 음식은 「가을 가지」. 에트빈이 시킨 청주를 잘못 마셔버렸을 때, 술에 상당히 약한 것이 판명되었지만, 본인에게는 자각이 없는 듯 하다.
코믹스판에서는 천체 관측을 계속 해, 눈의 피로를 풀고, 그렇다고 천체 관측을 쉴 수 없다고 고민하던 차에, 시노부로부터 고등어는 눈에 좋다고 해서 고등어를 먹게 되고, 특히 「고등어 미소구이 정식」의 밥과의 조화 ,그리고 조림 국물을 밥에 뿌려 먹는 것을 매우 마음에 들어해, 가끔 점심에 에트빈과 함께 「노부」에 방문하게 되었다.
이삭
로드리고
휴고
롬바우트 비세링
마르코
류비크
고도의 노포 요정 여관・「네 날개의 사자(四翼の獅子)」정의 부조리장. 돌아가신 어머니 스트로가노프가 대공국 출신이어서, 그 영향으로 「노부(のぶ)」를 「노브(ノヴ)」라고 하는 등, 독특한 발음을 한다. 노부유키와 거의 동년배. 전설의 요리사 류비크의 후예로, 작은 류비크(小リュービク)로 이름이 알려졌으며, 현 류비크에서 총주방장이기도 한 아버지 큰 류비크와 함께 일하고 있으며, 대대로 류비크가 계승하는 「사자의 47접시(獅子の四十七皿)」를 단기간에 습득할 정도로 천성적인 재능을 지녔으나, 자신의 입맛에 자신을 갖지 못한 것을, 큰 류비크에게 간파당해 자신감을 잃고, 한동안 주방에 서지 않고, 자기 방에 망연히 앉아있었다. 어느 날, 여직원인 패트리치아로부터 「노부」의 소식을 듣고 가게에 가, 동년배인 노부유키의 솜씨와 하루하루 노력하는 모습을 보고 라이벌로 삼고 마음에 불이 붙어 재기하게 됐고, 에후에도 「류」라는 이름으로 「노부」에 가, 한스의 재능이 마음에 들어, 손님의 입장에서 한스에게 지도를 해주고 있다.
만찬 전날, 큰 류비크로부터 정식으로 류비크의 이름을 이어받아 새로운 요리를 만들고자, 「노부」의 전원에게 자신의 정체를 밝히고, 노부유키의 허락을 받아 한스를 보좌로 주방에 초청하였고, 시행착오 끝에 돌아가신 어머니의 고향 요리를 바탕으로 한 「사자의 48접시 【스트로가노프류 조림】」를 발명, 초대 손님들의 칭찬을 받으며 만찬을 성사시켰다.
그 후에도 「노부」에 들러 노부유키의 요리를 먹거나, 양해를 구하고 노부유키 대신 「노부」 주방에 서서 솜씨를 발휘 하거나, 한스의 지도를 하면서 노부유키와 요리 「경연」을 하고 싶다고 생각하는 한편, 한스에게도 「노부」의 요리 기술에 가세해, 자신의 요리 기술도 습득시켜 「공연(共演)」하고 싶어, 후에 아르누와 오서의 약탈혼 전야제에 「노부」 일동에게 조리 협력을 의뢰, 당일 「네 날개의 사자」정에서 많은 인원의 요리사에게 정확한 지시를 내리면서도 빠르게 조리하는 노부유키에게 관심을 기울이면서도, 「경연」과 「공연」이 이루어졌다고 감동하여, 「네 날개의 사자」정과 「노부」가 이틀에 걸쳐 온 마음을 걸고 음식을 준비한 대연회 요리는 「네 날개의 사자」정의 전설 중 한가지가 되었다.
패트리치아
「네 날개의 사자(四翼の獅子)」정의 여직원. 같은 「네 날개의 사자(四翼の獅子)」정에서 일하고 있는 친척 시몬의 권유로 「노부」를 가서, 갖가지 요리와 술에 매료된다. 시노부와 같을 정도의 미각의 소유자로, 어느 때 주방에서 요리를 만드는 류비크로부터 요리 속의 재료 수를 맞추도록 시험을 받고, 다른 요리사조차도 맞추지 못한 「숨겨진 맛」까지 알아 맞혀, 이후에는 요리의 간을 보는 역할을 맡게 된다. 시몬에게 아련한 연정을 품고, 부모님이 결혼은 하지 않고, 동거하는 것도 있어 자신도 그런 사랑을 해보고 싶어 「네 날개의 사자」정에서 일하기 시작하게 되었고, 후에 그의 고백에 의해 서로 같은 마음이라는 것을 알고 행복한 연인 사이가 되고, 데이트 때에도 「노부」에 와, 그 날카로운 미각에 노부유키와 시노부도 당찬 손님이라고 마음에 들었다. 후에 어떤 착각으로부터, 오서의 약탈혼의 뒷받침도 있어, 그녀 쪽으로부터 청혼하는 형태로 약혼한다. 술을 좋아해서 과음하면 웃음거리가 된다.
이곤
니콜라우스가 위병을 그만두고 입대한 신인 위병. 사냥꾼 집안 출신으로, 체격이 좋고 검술과 활쏘기에도 뛰어나 얼핏 영웅으로도 불 수 있는 생김새를 가졌다. 고지식하고, 질긴 음식 때문에 「유사시에 대비해」식사는 맛보지 않고 빨리 먹기 때문에, 그 버릇을 고치려고 베르트 홀트에게 「노부」에 끌려가, 직원 식사용 볶음밥을 먹고 마음에 들어, 때때로 「노부」를 찾게 된다. 리온틴을 노련한 전사로 간파해, 후에 위병대의 일손 부족을 해소하기 위해 베르트홀트에게 여성도 위병 입대를 허가하자고 진언했다. 좋아하는 음식은 볶음밥.
히에로님스
위병대의 병참 담당으로, 날씬하고 과묵한 눈을 가진 마른 남자. 할아버지 대부터 위병대에서 병참을 담당했으며, 실전에는 적합하지 않으나, 병참 담당으로서는 매우 우수하여, 위병대 그림자 일등공신으로 한 눈에 들어온다. 이곤과는 동년배이기 때문에 친구로 지내고 있으며, 나중에 그와 함께 여성 대원 기용을 베르트홀트에게 건의했다. 「노부」에 오기 전까지는 달콤한 꿀술밖에 마실 수 없었지만, 「노부」에서 매실주를 마시고 매우 마음에 들어, 때때로 사전에 메뉴를 세우고 「노부」를 찾게 되었다. 좋아하는 음식은 매실주. 후에 토리아에스나마도 마실 수 있게 되었고 목넘김을 마음에 들게 되었다.
오서 스네펠스
북방 3영방보다 북쪽에 위치한 「얼어 붙은 섬」 스네펠스 분왕국의 공주님. 아르누의 사크누센부르크 후작가와는 따지고 보면 같은 가계이자, 아르누의 약혼자이기도 했지만, 북방 3영방과 제국과의 오랜 전쟁을 치르고 있었고, 거리도 먼 탓에 그동안 편지로만 주고받았을 뿐, 「은색 무지개 머리카락을 가진 미녀」라는 소문이 있는 인물상으로 그려졌다. 실제로는 「북방의 보물」라고도 불릴 만큼 미모를 지녔으면서도, 고모인 「살아있는 전설」로도 불리는 전사 우르슬라 밑에서 창술을 배워, 어느 전사라도 때려 눕힐 정도로 강하다. 동시에 신부 수업으로 집안일도 배우고 있지만, 요리에 관해서는 그다지 능숙하지 않은 것 같다. 또, 생각이 떠오르면 주변을 살피지 않고 달려가는 경향이 있다.
그녀 자신도 아르누를 애타게 그리워하고 있었지만, 언제까지나 자신을 데리러 와주지 않고 있기 때문에, 북방의 전통을 따라 「약탈혼」이 아닌 반대로 자기가 아르누를 맞이하러 가겠다고 선언, 밀정을 사용해, 아르누가 「노부」에 간다는 것을 알고, 머리를 검게 염색하고 혼자 방문 해, 텐푸라를 맛있게 먹고 있는 아르누의 모습을 보고 노부유키에게 텐푸라 만드는 법을 배웠다.
후에 회장인 「네 날개의 사자(四翼の獅子)」정에서 아르누와 한판 싸우고, 싸운 끝에 아르누로부터 사랑하고 있다는 고백을 받고 약혼을 받아들여, 「미숙한 사람」으로서 약혼에 난색을 표하고 있던 우르슬라도, 생각 끝에 고안한 「오뎅의 무 텐푸라」로 훌륭하게 인정받아, 행복한 마음으로 아르누와 결혼했다.

### 그 외
흰 여우
성우 - 시모다 아사미
엔리코 베랄디노
대사교의 심복, 점복의 전문가
이른바 「영감(霊感)」같은 것을 가지고 있는 것 같고, 다미안에게 부추겨 찾아온 「노부」에서, 건더기가 들은 푸딩 (＝챠완무시)을 이용해 점을 치고, 이 가게가 마녀의 보금자리인지 아닌지를 신에게 묻다가, 흰 여우의 기운을 느껴 그대로 가게를 뛰쳐나갔다.
「노부」에서 한번 먹고난 후, 챠완무시를 한번 더 먹고싶다고 생각했다.
라 비욘 경
본 작품의 스핀오프 작품 이세계 주점 「겐」의 등장인물. 동왕국의 귀족으로, 본 작품에서도 간혹 이름이 나온다. 「먹도락(구르망/食い道楽（グルマン）)」이라 불릴 정도의 미식가로, 과거 고도를 방문했을 때, 「노부」에서 수많은 요리를 먹은 경험이 있으며, 후에 초대된 「네 날개의 사자(四翼の獅子)」정의 만찬에서 나온 「사자 48접시(獅子の四十八皿)」의 조미료로, 「노부」나 「겐」에서 맛보고, 연합왕국에서 나도는 간장이 사용되고 있다고 알아맞힐 정도로合. 이 밖에도 「겐」에서 먹은 카레 우동을 「수많은 향신료를 사용한 우주창생 이전의 혼돈과도 같은 맛」이라고 극찬했으며, 「노부」를 찾은 동왕국 귀족 미셸 베르단도 「노부」에도 카레 우동이 존재했음을 알게 되었다.

## TV드라마

### 시즌 1
2020년 5월 16일부터 7월 17일까지, 토요 미명 (금요 심야)에 WOWOW 프라임에서 총 10회에 걸쳐 방송되었다. 감독・각본은 시나가와 히로시, 주연은 오타니 료헤이.
방송 횟수는 10회지만, 9회부터 이어지는 마지막 회를 제외하고는 1회 방송에서 2개의 에피소드가 나오기 때문에, 거론된 에피소드 수는 18편이며, 8회 후반 에피소드 「항상 먹던 것」은, 단행본에서의 추가 에피소드에 근거한다.
에피소드 순서가 원작과는 다르며, 애니메이션과 마찬가지로, 원작과는 다른 줄거리나 설정이 되는 에피소드도 있다. 드라마는 바케스호프에 의한 라거 소동의 해결이 마지막 회가 되었다.
작중에 이용되고 있는 BGM은 작중의 풍경에 맞춰 주로 켈트 음악을 원곡으로, 현대식으로 재해석한 곡이 많다.
2020년 12월 23일에는 전 10화를 DVD 3장에 수록한 DVD-BOX가 발매되었다. 발매・판매는 요시모토 뮤직.

#### 캐스팅 (시즌1)
- 야자와 노부유키 - 오타니 료헤이
- 센케 시노부 - 타케다 레나[65]
- 니콜라우스 - 시라스 진[66]
- 한스 - 코바야시 유타카[66]
- 헤르미나 - 홋타 아카네[66]
- 에파 - 신타니 유즈미[66]
- 베르트홀트 - 아베 신노스케[66]
- 엘레오노라 - 야기 아리사[66]
- 로렌츠 - 쇼지 토모하루 (시나가와 쇼지)[66]
- 라인홀트 - 오고에 유우키[66]
- 홀거 - 미야케 카츠유키[66]
- 고드하르트 - 와타베 류헤이[66]
- 리온틴 - 사기리 세이나[66]
- 게어노트 - 나미오카 카즈키[66]
- 다미안 - 카지하라 젠[66]
- 에트빈 - 타야마 료세이[66]
- 바케스호프 - 사사이 에이스케[66]
- 토하라 - 키무라 유이치
- 프랑크 - 코스기 류이치
- 쟝 프랑소와 몬트 드 라 비니 - 요시나리 슈고
- 요한 구스타프 - 시나다 마코토
- 브란타노 - 키노시타 호우카
- 신・천사 - 아키야마 류지

#### 스탭 (시즌1)
- 원작 - 세미카와 나츠야 『이세계 주점 노부』 (타카라지마샤)
- 감독・각본 - 시나가와 히로시
- 음악 - YHANAEL
- 촬영 - Yohei Tateishi
- 미술 - 소우마 나오키
- 조명 - 토마스 타케시
- 녹음 - 와타나베 타케히코
- 편집 - 스나가 히로시

#### 주제가
「아득한 경치(遥かなる景色)」
작사・작곡 - YHANAEL / 편곡 - Jcan Michaud Smith / 노래 - EMILY(HONEBONE) 

#### 방송 목록
| 회 | 방송일   | 웹판 에피소드명                               | 소개 메뉴 |
| -- | -------- | --------------------------------------------- | --- |
| 1  | 5월 16일 | 오뎅의 감자 で영계 카라아게                   | 토리아에즈나마, 에다마메, 마른 오징어, 오뎅, 영계 카라아게, 치킨난반, 쪄서 으갠 감자와 삶은 콩과 부르스타와 에일 (고도의 술집) |
| 2  | 5월 23일 | 아가씨의 난제 시노부짱 특제 나폴리탄          | 앙카케 유두부, 나폴리탄, 바삭한 양배추                                                                                         |
| 3  | 5월 30일 | 도둑 우두머리의 싸움                          | 슈토(酒盗), 오무라이스소바, 고로케, 두껍게 썬 베이컨, 은어 소금구이, 임연수어, 회                                              |
| 4  | 6월 6일  | 인의없는 카바야키 불청객                      | 장어 카바야키, 삶은 달걀 (소스 - 마요네즈), 샌드위치, 카츠산도                                                                 |
| 5  | 6월 13일 | 고도의 꽁치 타코와사비                        | 일본주, 꽁치 소금구이 (내장), 꽁치밥, 문어 요리                                                                                |
| 6  | 6월 20일 | 【쉬어가는 화】 뜻밖의 방문자 밀정과 샐러드   | 문치가자미 조림, 아히요, 샐러드 요리, 우메스이쇼                                                                               |
| 7  | 6월 27일 | 베르트홀트 vs 오징어, 술집 대격투 대장의 개선 | 오징어 요리, 우마키, 장어 도시락, 장어 마무시 도시락, 바지락 붉은 된장국                                                       |
| 8  | 7월 4일  | 여자용병 항상 먹는 것 (단행본 오리지널)       | 맑은 국, 부야베스, 늘 먹는 메뉴                                                                                                |
| 9  | 7월 11일 | 마무리 연어 챠즈케 토리아에즈나마의 비밀      | 바지락 술찜, 주먹밥을 비롯한 아침식사                                                                                          |
| 10 | 7월 18일 | 토리아에즈나마의 비밀                         | 쿠시카츠 |

### 시즌2 ~마녀와 대사교편~
TV드라마 시리즈 제 2탄으로서, 『이세계 주점 「노부」Season 2 〜마녀와 대사교편〜』의 타이틀로 2022년 5월 27일부터 7월 29일까지 매주 금요일 23시 - 23시 30분에 WOWOW프라임 및 WOWOW 4K에서 방송되었다. 전작과 마찬가지로, 감독・각본은 시나가와 히로시, 주연은 오타니 료헤이.

#### 캐스팅 (시즌2)
- 야자와 노부유키 - 오타니 료헤이
- 센케 시노부 - 타케다 레나[68]
- 잉그리드 - 미즈노 미키[67]
- 아르누 스네펠스 - 아사카 코다이[67]
- 로드리고 - 마츠오 사토루[67]
- 니콜라우스 - 시라스 진[67]
- 한스 - 코바야시 유타카[67]
- 헤르미나 - 홋타 아카네[67]
- 에파 - 신타니 유즈미[67]
- 베르트홀트 - 아베 신노스케[67]
- 다미안 - 카지와라 젠[67]
- 브란타노 - 키노시타 호우카[67]
- 에트빈 - 타야마 료세이[67]
- 크로빈켈 - 타케다 테츠야[67]
- 「선제」 콘라트 4세 - 오오와다 신야[67]
- 이그나츠 - 쿠사치 료노[30]
- 카미르 - 타키자와 츠바사[30]
- 카밀라 - 미하라 우이[30]
- 토마스 - 이노 히로키[30]
- 게어노트 - 나미오카 카즈키[30]
- 로렌츠 - 쇼지 토모하루[30]
- 리온틴 - 사기리 세이나[30]
- 프랑크 - 코스기 류이치 (블랙마요네즈)[30]
- 신・천사 - 아키야마 류지[30]

#### 스탭 (시즌2)
- 원작 - 세미카와 나츠야 『이세계 주점 「노부」』 (타카라지마샤)
- 감독・각본 - 시나가와 히로시
- 프로듀서 - 야마다 마사키, 오오누마 토모로, 코가 슌스케, 죠나이 마사요시
- 제작협력 - 요시모토 흥업
- 제작 프로덕션 - 더풀
- 제작・저작 - WOWOW

#### 방송 일자 (시즌2)
| 회 | 방송일   | 웹판 에피소드 이름                 | 소개 메뉴 |
| -- | -------- | ---------------------------------- | --- |
| 1  | 5월 27일 | 수상한 여자                        | 영계 카라아게 (소금・간장). 킨피라연근, 영계 타츠타아게, 닥연골 튀김 (소금・간장), 마른 오징어, 견과류, 치즈, 오이 한줄 절임, 연근 하사미아게                                                                        |
| 2  | 6월 3일  | 노인과 생선 북방 3영방 회의의 전말 | 새끼전갱이 난반즈케, 정어리 간정절임 구이, 전갱이프라이, 가자미 조림, 연어 챠즈케, 연어 껍질, 두껍께 썰은 베이컨을 넣은 나폴리탄 (회식 회상) 보리가 섞인 빵, 소금에 절인 생선구이, 뼈가 붙은 고기, 감자, 뿔닭 통구이 |
| 3  | 6월 10일 | 시노부 특제 푸딩                   | 문어 초절임, 붉은 가자미 조림, 푸딩, 오징어 젓갈, 영계 카라아게, 솥밥, 가지 튀김절임, 가지 고기완자, 구운 가지, 가지 아사즈케, 가지 튀김                                                                             |
| 4  | 6월 17일 | 가을의 미각 튀김                   | 모듬 튀김 (잎새버섯, 오징어, 문어, 새우, 연근, 전갱이), 굴구이, 굴튀김 |
| 5  | 6월 24일 |                                    | 일본식 아침밥 (밥, 죽, 된장국, 두꺼운 계란말이, 반건조 꽁치 구이, 우메보시, 가다랑어포), 야겐 연골 카라아게, 구운 오니기리 (간장, 된장)                                                                              |
| 6  | 7월 1일  | 버섯 아히요 소힘줄 도테야키        | 모듬 튀김 (잎새버섯), 푸딩, 양송이 버섯 아히요, 양송이 버섯 페페론치노, 우엉과 인삼 카키아게, 소힘줄 도테야키 |
| 7  | 7월 8일  | 계란 육수말이 챠완무시             | 굴 그라탕, 계란 육수말이, 챠완무시, 유부초밥 |
| 8  | 7월 15일 | 마녀와 대사교                      | 모듬 튀김, 나폴리탄, 재첩국, 푸딩 |
| 9  | 7월 22일 | 바지락 술찜 니쿠쟈가               | 두껍게 썬 베이컨, 바지락 술찜, 육수, 니쿠쟈가 |
| 10 | 7월 29일 | 고도의 대시장                      | 구운 오니기리, 구운 가지, 가지 튀김절임, 계란 육수말이, 전갱이프라이, 모듬 튀김, 니쿠쟈가, 바지락 술찜, 푸딩, 타코야키                                                                                               |

### 시즌3 ~황제와 오일리아 왕녀편~
TV드라마 시리즈 제 3탄으로서, 『이세계 주점 노부 시즌3 ~황제와 오일리아 왕녀편~』라는 타이틀로, 2023년 1월 13일부터 매주 금요일 23시 ~ 23시 30분에 WOWOW 프라임 밎 WOWOW 4K에서 방송중이다. 전작과 같이, 감독ㆍ각본은 시나가와 히로시, 주연은 오타니 료헤이이다.

#### 캐스팅 (시즌3)
- 야자와 노부유키 - 오타니 료헤이
- 센케 시노부 - 타케다 레나
- 콘라트 5세 - 히라오카 유타
- 아르누 스네펠스 - 아사카 코다이
- 셀레스틴 드 오일리아 - 타이라 유나
- 니콜라우스 - 시라스 진
- 헤르미나 - 홋타 아카네
- 에파 - 신타니 유즈미
- 베르트홀트 - 아베 신노스케
- 게어노트 - 나미오카 카즈키
- 로렌츠 - 쇼지 토모하루 (시나가와 쇼지)
- 리온틴 - 사기리 세이나
- 토하라 - 키무라 유이치
- 제바스티안 - 타나카 나오키 (코코리코)
- 프랑크 - 코스기 류이치 (블랙마요네즈)
- 엘레오노라 - 야기 아리사
- 장 프랑소와 몬트 드 라 비니 - 오시나리 슈고
- 아우구스트 - 카이호 나오토
- 신 - 아키야마 류지 (로바트)
- 라 카탄 - 지로 (시손느)
- 천사 1, 2 - 초콜렛 플래닛
- 휴고 - 히라노 키나리
- 이그나츠 - 쿠사치 료노 (엔진)
- 카미르 - 타키자와 츠바사 (엔진)
- 크로빈켈 - 타케다 테츠야
- "선제" 콘라트 4세 - 오오와다 신야
- 카밀라 - 미하라 우이
- 샤를로테 - 나카무라 리호
- 이삭 - 사이카와 코지
- 집사 - 로쟈 (다이지젠)

#### 스탭 (시즌3)
- 원작 : 세미카와 나츠야 《이세계 주점 노부》 (타카라지마샤)
- 감독ㆍ각본 : 시나가와 히로시
- 음악 : YHANANEL, DON
- 프로듀서 : 야마다 마사키, 오오누마 토모아키, 코가 슌스케, 죠나이 마사요시
- 제작협력 : 요시모토 흥업
- 제작 프로덕션 : 더 풀
- 제작 : WOWOW

#### 방송일정 (시즌3)
| 회 | 방송일          | 웹판 에피소드명 | 소개 메뉴 |
| -- | --------------- | --------------- | --------- |
| 1  | 2023년 1월 13일 |                 |           |
| 2  | 1월 20일        |                 |           |
| 3  | 1월 27일        |                 |           |
| 4  | 2월 3일         |                 |           |
| 5  | 2월 10일        |                 |           |
| 6  | 2월 17일        |                 |           |
| 7  | 2월 24일 (예정) |                 |           |